# شون أوكمان
شون أوكمان (بالإنجليزية: Shawn Oakman)‏ هو لاعب كرة قدم أمريكية شمالية ‏ أمريكي، ولد في 7 أبريل 1992 في فيلادلفيا في الولايات المتحدة.

## وصلات خارجية
- شون أوكمان على موقع مرجع كرة القدم المحترفة.كوم (الإنجليزية)